# Tour Zamansky
La tour Zamansky (o tour de Jussieu, o tour centrale) és un gratacel administratiu situat enmig del campus de Jussieu, al  5è districte de París, a França. Porta el nom del degà de la universitat de l'època.
Aquest gratacel està compost d'una planta baixa, de 2 mezzanines, de 25 pisos estàndards i d'un pis tècnic, és a dir 29 nivells. L'alçada de l'edifici és de 90 m. A la teulada de l'immoble es troben 4 de màstils portadors d'antenes diverses, fent una alçada total de 93 m.
La torre, molt amiantada, està en renovació des de començaments de l'any 2007.